# Rufiniana (Pfalz)
Rufiniana (griech. Ρουφινιάνα, in Transliteration Rouphiniana) ist der Name eines Ortes am Oberrhein, den der griechische Astronom, Geschichtsschreiber und Geograf Ptolemäus um 150 in seiner Γεογραφίκη (2. September 17) als Siedlung der Nemeter in der römischen Provinz Germania superior erwähnt. Von den Historikern wird sie meist im Gebiet zwischen Speyer und Worms lokalisiert und mit einer römischen Zollstation gleichgesetzt.
Als wahrscheinlichster Standort gilt die pfälzische Stadt Eisenberg, wo viele Spuren, unter anderem eine Römerstraße, ein gewerblicher Vicus und neuere Ausgrabungen auf eine starke römische Präsenz und Besiedlung hinweisen. Auch die Eisengewinnung aus Erzen aus dem Pfälzerwald ist nachgewiesen.
Einige Wissenschaftler lokalisieren Rufiniana aber in der Nähe von Ludwigshafen am Rhein, in dem jetzigen Stadtteil Rheingönheim, während eine vereinzelte Gleichsetzung mit dem elsässischen Rouffach (deutsch Rufach) auf einige Widersprüche führt.
Der Name setzt sich zusammen aus dem Personennamen Rufinius und dem römischen Ortsnamensuffix -anum, was die Zugehörigkeit zu dem Grundwort ausdrückt.